# Giro d'Italia de 2007
Giro d'Italia 2007 foi a nonagésima edição da prova ciclística Giro d'Italia ("Corsa Rosa"), realizada entre os dias 12 de maio e 3 de junho de 2007.
A competição foi realizada em 21 etapas com um total de 3.486 km. A largada foi na cidade de Caprera, na ilha da Sardenha, a a chegada aconteceu na cidade de Milão, no norte da Itália.

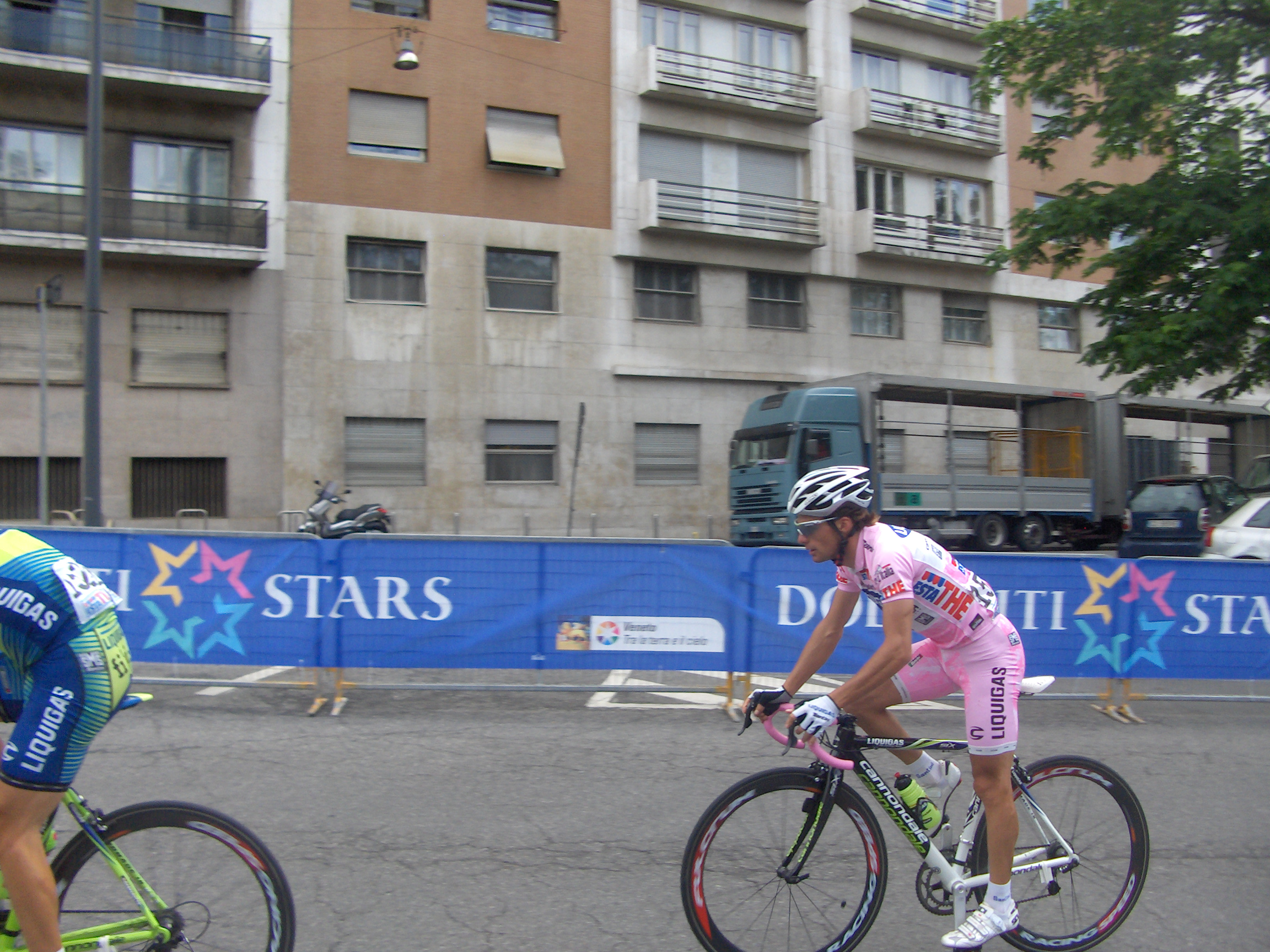
Danilo Di Luca
com a "Maglia
rosa"

O vencedor foi o ciclista italiano Danilo Di Luca, da equipe de ciclismo profissional "Liquigás", que alcançou a média de 34,807 km/h. Dos 219 ciclistas que largaram, cruzaram a linha de chegada 141 competidores.

## História
Danilo Di Luca, vestiu a "maglia rosa" liderando a competição em 13 etapas, saindo o vencedor da quarta (Salerno - Montevergine di Mercogliano) e da décima segunda (Scalenghe - Briançon).
O "Gran Premio della Montagna" foi conquistado pelo ciclista da Itália, Leonardo Piepoli, que obteve o direito de vestir a "Maglia verde".
O ciclista também italiano Alessandro Petacchi, vencedor de cinco etapas da competição, foi desclassificado por dopagem positiva de "Salbutamol", substância utilizada no tratamento de asma. Danilo Di Luca o vencedor, ficou sob suspeita, mas foi inocentado de acusações por insuficiência de provas. O exame antidoping foi feito de surpresa pelos organizadores, logo após o término da décima oitava etapa.

## Resultados

### Classificação geral

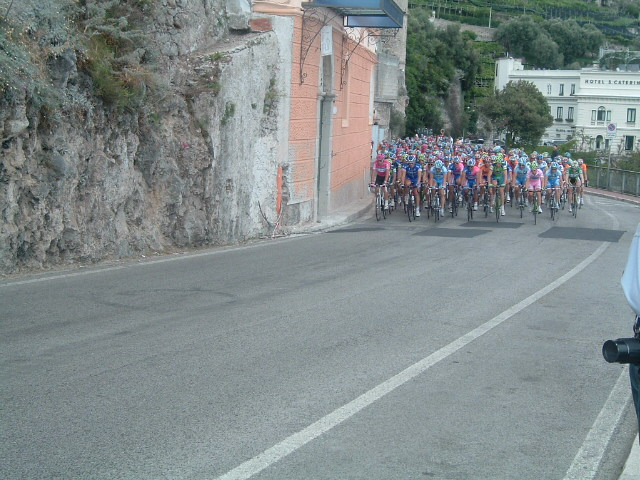
4ª etapa Giro d'Italia
Amalfi

| Posição | Nome              | País       | Equipe                         | Tempo de prova |
| ------- | ----------------- | ---------- | ------------------------------ | -------------- |
| 1.      | Danilo Di Luca    | Itália     | Liquigás                       | 92h. 59´ 39´´  |
| 2.      | Andy Schleck      | Luxemburgo | Team CSC                       | + 1´ 55´´      |
| 3.      | Eddy Mazzoleni    | Itália     | Astana                         | + 2´ 25´´      |
| 4.      | Gilberto Simoni   | Itália     | Saunier Duval-Prodir           | + 3´ 15´´      |
| 5.      | Damiano Cunego    | Itália     | Lampre-Fondital                | + 3´ 49´´      |
| 6.      | Riccardo Riccò    | Itália     | Saunier Duval-Prodir           | + 7´ 00´´      |
| 7.      | Jevgeni Petrov    | Rússia     | Tinkoff Credit Systems         | + 8´ 34´´      |
| 8.      | Marzio Bruseghin  | Itália     | Lampre-Fondital                | + 10´ 14´´     |
| 9.      | Franco Pellizotti | Itália     | Liquigás                       | + 10´ 44´´     |
| 10.     | David Arroyo      | Espanha    | Illes Balears-Caisse d'Épargne | + 11´ 58´´     |

### Etapas
| Etapa | Data       | Percurso                                        | km     | Vencedor da etapa                       | Líder classificação geral |
| 1ª    | 12 de maio | Caprera - La Maddalena                          | 24 CRE | Liquigás                                | Enrico Gasparotto         |
| 2ª    | 13 de maio | Tempio Pausania - Bosa Marina                   | 203    | Robbie McEwen                           | Danilo Di Luca            |
| 3ª    | 14 de maio | Nuraghe di Barumini - Cagliari                  | 195    | Alessandro Petacchi Robert Förster      | Enrico Gasparotto         |
| 4ª    | 16 de maio | Salerno - Montevergine di Mercogliano           | 158    | Danilo Di Luca                          | Danilo Di Luca            |
| 5ª    | 17 de maio | Teano - Frascati                                | 172    | Robert Förster                          | Danilo Di Luca            |
| 6ª    | 18 de maio | Tivoli - Spoleto                                | 181    | Luis Felipe Laverde                     | Marco Pinotti             |
| 7ª    | 19 de maio | Spoleto - Scarperia del Mugello                 | 239    | Alessandro Petacchi Thor Hushovd        | Marco Pinotti             |
| 8ª    | 20 de maio | Barberino di Mugello - Fiorano Modenese         | 194    | Kurt-Asle Arvesen                       | Marco Pinotti             |
| 9ª    | 21 de maio | Reggio Emilia - Lido di Camaiore                | 182    | Danilo Napolitano                       | Marco Pinotti             |
| 10ª   | 22 de maio | Lido di Camaiore - Genova                       | 230    | Leonardo Piepoli                        | Andrea Noè                |
| 11ª   | 23 de maio | Serravalle Scrivia - Pinerolo                   | 192    | Alessandro Petacchi Gabriele Balducci   | Andrea Noè                |
| 12ª   | 24 de maio | Scalenghe - Briançon (França)                   | 163    | Danilo Di Luca                          | Danilo Di Luca            |
| 13ª   | 25 de maio | Biella - Santuario di Oropa                     | 13 CRI | Marzio Bruseghin                        | Danilo Di Luca            |
| 14ª   | 26 de maio | Cantu - Bergamo                                 | 181    | Stefano Garzelli                        | Danilo Di Luca            |
| 15ª   | 27 de maio | Trento - Auronzo (Rifugio Tre Cime di Lavaredo) | 190    | Riccardo Riccò                          | Danilo Di Luca            |
| 16ª   | 29 de maio | Agordo (Dolomite Stars)- Lienz (Austria)        | 196    | Stefano Garzelli                        | Danilo Di Luca            |
| 17ª   | 30 de maio | Lienz - Monte Zoncolan                          | 146    | Gilberto Simoni                         | Danilo Di Luca            |
| 18ª   | 31 de maio | Udine - Riese Pio X                             | 182    | Alessandro Petacchi Maximiliano Richeze | Danilo Di Luca            |
| 19ª   | 1 de junho | Treviso - Terme di Comano                       | 178    | Iban Mayo                               | Danilo Di Luca            |
| 20ª   | 2 de junho | Castelnuovo del Garda - Verona                  | 42 CRI | Paolo Savoldelli                        | Danilo Di Luca            |
| 21ª   | 3 de junho | Vestone - Milão                                 | 181    | Alessandro Petacchi Maximiliano Richeze | Danilo Di Luca            |

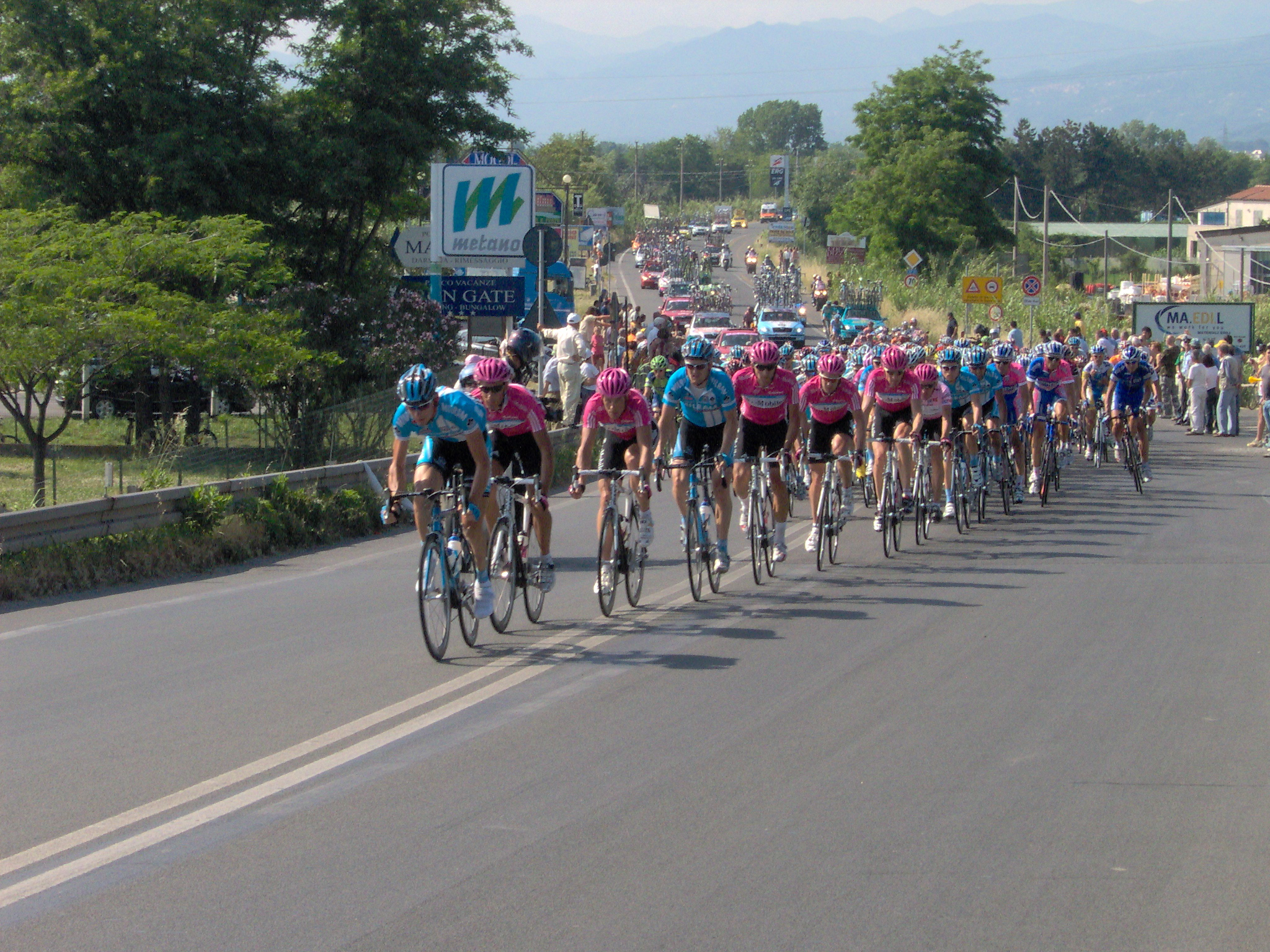
9ª etapa Giro d'Italia
Sarzana

CRI = Contra-relógio individual
CRE = Contra-relógio por equipes